# Іду на грозу
«Іду на грозу» (рос. «Иду на грозу») — російський радянський двосерійний чорно-білий художній фільм, поставлений на Ленінградської ордена Леніна кіностудії «Ленфільм» у 1965 року режисером Сергієм Мікаеляном за однойменним романом Данила Граніна.
Прем'єра фільму в СРСР відбулася 15 листопада 1965 року, випуск фільму на всесоюзний екран - 21 березня 1966 року.

## Зміст
У молодості все здається райдужним і перспективним. Двоє хороших приятелів навчаються разом. Та Сергія Крилова вигнали з інституту, а Олег Тулін закінчив навчання. Сергій старанно працював і добився того, що керівником його наукової роботи став сучасний світило Данкевич. Однак Сергій робить помилку, наслідки якої йому доводиться зібрати під час роботи з Олегом.

## Ролі
- Олександр Білявський — Сергій Ілліч Крилов, молодий вчений
- Василь Лановий — Олег Миколайович Тулін
- Ростислав Плятт — професор Данкевич Є. В., директор ФТІ
- Михайло Астангов — Голіцин, член-кореспондент АН СРСР
- Жанна Прохоренко — Лена
- Вікторія Лепко — Женя
- Анатолій Папанов — Анікєєв
- Євген Лебедєв — Яків Іванович Агатов, член робочої групи Туліна,— уповноважений Голіциним по контролю за розумністю і безпекою дослідів; відключив грозовказівник, що зірвало досліди, довело до покидання літака, розбиття літака з апаратами та загибелі Річарда
- Лев Пригунов — Річард, аспірант
- Леонід Дьячков — Анатолій Полтавський
- Йосип Конопацький — Віктор Савушкін
- Федір Корчагін — Лагунов

## В епізодах
- Анатолій Абрамов - другий пілот
- А. Астангова - епізод
- Еммануїл Геллер - Гатенян
- Сергій Голубєв - епізод
- Костянтин Калиніс - епізод
- Наталя Клімова - Ада
- Борис Лескін - льотчик
- Павло Луспекаєв - Денисов Олексій Іванович, міністр
- Володимир Миколаї - епізод
- Павло Панков - директор заводу
- Валерій Смоляков - Альоша
- Олександр Соколов - оратор на зборах
- Любов Тищенко - Катя
- Володимир Трещалов - Слава чоловік Олени, москвич, спортсмен-баскетболіст
- Герман Хованов - льотчик Хоботня
- Валентина Чемберг - секретарка
- Георгій Штиль - журналіст
- У титрах не вказані:
- Олександр Афанасьєв - викладач з газетою в пролозі фільму
- Ігор Клас - студент
- Георгій Куровський - офіціант в рюмочної
- Віктор Лазарєв - епізод
- Сергій Плотніков - генерал-лейтенант Южін Сергій Ілліч
- Анатолій Подшивалов - молоденький ад'ютант
- Степан Пономаренко - член колегії
- Георгій Сатин - фізик
- Роза Свердлова - секретар Голіцина
- Лев Степанов - відвідувач рюмочної
- Адольф Шестаков - член комісії з розслідування
- Ігор Щепетнев - епізод
- Володимир Еренберг - декан
- Олексій Ян - викладач

## Знімальна група
- Автори сценарію - Данило Гранін, Сергій Мікаелян
- Режисер-постановник - Сергій Мікаелян
- Головний оператор - Олег Куховаренко
- Головний художник - Борис Бурмістров
- Композитор - Владлен Чистяков
- Звукооператор - Арнольд Шаргородський
- Режисери - Йосип Гиндин, П. Тіскін
- Оператор - В. Фомін
- Художник по костюмах - Олена Амшінська
- Художник-гример - Г. Васильєва
- Монтажер - Гюльсюм Субаєва
- Редактор — Всеволод Шварц
- Асистенти:
 режисера - А. Бурмістрова, М. Гільбо, В. Журавель
оператора - Р. Русанович, А. Таборов
художника - Олексій Шкеле
- Комбіновані зйомки:
Оператор - Ю. Мурашов
Художник - Михайло Кроткін
- Оркестр Ленінградської державної філармонії
Диригент - Одіссей Димітріаді
- Директор картини - Григорій Прусовський

## Звукова доріжка
У фільмі звучить пісня композитора Олександра Колкера на слова поета Льва Кукліна «Шагает парень» («Качает, качает, качает / Задира ветер фонари над головой...») у виконанні Марії Пахоменко.
Качает, качает, качает

Задира ветер фонари над головой.

Шагает, шагает, шагает

Весёлый парень по весенней мостовой.

Листает, листает, листает

Учебник физики листает на ходу.

Не знает, не знает, не знает,

Что каждым утром я вслед за ним иду.

Прошёл листопад, а потом снегопад

И снова ручьи по асфальту шумят.

И почки, как свечки, на ветках зажглись.

«Ну хватит зубрить», — я прошу — «Оглянись!»

Но снова качает, качает

Задира-ветер фонари над головой.

И снова шагает, шагает

Весёлый парень по весенней мостовой.

Листает, листает, листает,

Учебник физики листает на ходу.

Не знает, не знает, не знает,

Что каждым утром я вслед за ним иду.

Пройдёт много лет и поймёт мой студент,

Что формулы счастья в учебниках нет.

Есть в книгах твоих много истин других,

А формула счастья одна на двоих.

Всё так же качает, качает

Задира ветер фонари над головой.

Всё так же шагает, шагает

Весёлый парень по весенней мостовой.

Листает, листает, листает,

Листает так же он учебник на ходу.

И так же не знает, не знает,

Что каждым утром я вслед за ним иду.

Что каждым утром я вслед за ним иду.

Что каждым утром я вслед за ним иду.